# Edgardo Adinolfi
Edgardo Adinolfi (Montevideo, 27 de marzo de 1974) es un exfutbolista uruguayo. Actualmente es asistente técnico de Olimpia.

## Selección nacional
Ha sido internacional con la Selección de fútbol de Uruguay en 18 ocasiones marcando un gol. Además tuvo la posibilidad de participar en la Copa América de 1995 disputada en su país.

### Participaciones en Copa América
| Copa América      | Sede    | Resultado |
| ----------------- | ------- | --------- |
| Copa América 1995 | Uruguay | Campeón   |

## Clubes
| Club                        | País      | Año       |
| --------------------------- | --------- | --------- |
| River Plate                 | Uruguay   | 1993-1994 |
| Maccabi Haifa               | Israel    | 1995-1996 |
| Peñarol                     | Uruguay   | 1996-1998 |
| Gimnasia y Esgrima La Plata | Argentina | 1999      |
| Defensor Sporting           | Uruguay   | 1999-2000 |
| Fénix                       | Uruguay   | 2000-2001 |
| PAOK Salónica               | Grecia    | 2001-2002 |
| Newell's Old Boys           | Argentina | 2002-2004 |
| Pontevedra                  | España    | 2004-2005 |
| Newell's Old Boys           | Argentina | 2005      |
| Tiro Federal                | Argentina | 2005-2006 |
| Olympiakos Nicosia          | Chipre    | 2006-2007 |

## Palmarés

### Campeonatos nacionales
| Título              | Club          | País    | Año  |
| ------------------- | ------------- | ------- | ---- |
| Copa de Israel      | Maccabi Haifa | Israel  | 1995 |
| Campeonato Uruguayo | Peñarol       | Uruguay | 1996 |
| Campeonato Uruguayo | Peñarol       | Uruguay | 1997 |

### Campeonatos internacionales
| Título       | Club                 | País    | Año  |
| ------------ | -------------------- | ------- | ---- |
| Copa América | Selección de Uruguay | Uruguay | 1995 |